# خدا میدونه (آلبوم پینک‌پانترس)
خدا میدونه (به انگلیسی: Heaven Knows) نخستین آلبوم استودیویی از موسیقی‌دان انگلیسی پینک‌پانترس می‌باشد که در ۱۰ نوامبر سال ۲۰۲۳ از سوی وارنر انگلیس منتشر گردید.